# Thomas Hales
Pour les articles homonymes, voir Thomas Hales (homonymie) et Hales.
Thomas Callister Hales, né le 4 juin 1958, est un mathématicien américain. Il est connu pour sa preuve de la conjecture de Kepler.

## Biographie
Il reçoit son doctorat à l'université de Princeton.
Il est professeur à l'université du Michigan et l'est maintenant à l'université de Pittsburgh.

## Travaux
- En 1998, Thomas Hales annonce avoir démontré la conjecture de Kepler. Cette conjecture formulée par le physicien, astronome et mathématicien Johannes Kepler en 1611 énonce que, pour un empilement de sphères égales, la densité maximale est atteinte pour un empilement cubique à faces centrées. Cette densité vaut environ 74 %. Hales démontre cette conjecture par calculs sur ordinateur. Les mathématiciens chargés de valider l'article de Hales affirment être « certains à 99 % » que cette démonstration est valide, mais Hales s'est engagé dans le cadre du projet Flyspeck à établir une preuve formelle de son théorème[1]. En 2009, le prix Fulkerson lui est attribué pour cette démonstration.

- En 1999, Thomas Hales travaille sur le théorème du nid d'abeille. Cette conjecture énonce que le pavage hexagonal régulier est la partition du plan en surfaces égales ayant le plus petit périmètre. S'appuyant sur les travaux de divers mathématiciens comme Frank Morgan[2], Frederick J. Almgren Jr[3]., ou Jean Taylor[4], il trouva une preuve en 1999 qu'il révisa en 2001.

## Prix et distinctions
- 2020 : prix Berwick senior.
- 2009 : prix Fulkerson
- 2007 : prix Robbins avec Samuel P. Ferguson pour leur article « Une preuve de la conjecture de Kepler » Annals of Mathematics, 162:1065-1185, 2005.